# Jacques François Riquier
Jacques François Riquier est un homme politique français né le 6 novembre 1737 et mort le 13 octobre 1824 à Brimeux dans le Pas-de-Calais.
Propriétaire cultivateur à Brimeux, il est d'abord nommé commissaire à la rédaction des cahiers, puis élu, le 23 mars 1789, au 3e tour de scrutin, député du tiers aux États Généraux par le bailliage de Montreuil. Il prête le serment du Jeu de paume, et se fait peu remarquer à l'Assemblée ; le Moniteur ne cite pas son nom. Rentré dans son pays natal, il occupe des fonctions municipales pendant la Révolution et sous l'Empire, et il est forcé de résigner ses fonctions de maire en août 1815.